# Piratenpartei

Logo der Piratenpartei

Als Piratenpartei bezeichnen sich seit 2006 Parteien verschiedener Länder, die in ihrem Programm die Stärkung der Bürgerrechte, mehr direkte Demokratie und Mitbestimmung, die Reform des Urheber- und Patentrechts, freien Wissensaustausch (Open Access), besseren Datenschutz, die Achtung der grundrechtlich garantierten Privatsphäre, mehr Transparenz und Informationsfreiheit, freie Bildung und verwandte Themen propagieren.
In den jeweiligen nationalen Parlamenten vertreten sind die tschechische, die isländische und die luxemburgische Piratenpartei. Im Europäischen Parlament sind die Piratenparteien mit einem tschechischen Abgeordneten vertreten. Die Piratenparteien und ihre Politik werden auch Piratenbewegung genannt.

## Programm
Eine Piratenpartei setzt sich die Aufgabe, Bürgerrechte zu stärken und Rechte an immateriellen Gütern zu reformieren, da in deren Austausch der eigentliche Wert liege. Des Weiteren tritt sie für informationelle Selbstbestimmung (Datenschutz und Privatsphäre) und direkte Demokratie ein – sei es in Form von Volksbegehren oder liquider Demokratie. Inzwischen werden weitere politische Themen erschlossen wie Bildung, Umweltschutz oder Verbraucherschutz.

### Die Uppsala-Erklärung
Auf der Konferenz der Pirate Parties International 2008 im schwedischen Uppsala verabschiedeten die europäischen Piratenparteien eine gemeinsame Erklärung zum Programm zur Europawahl 2009. Die wichtigsten Punkte der Erklärung sind:
- Die Reform des Urheberrechts, insbesondere die Legalisierung von Privatkopien und die Verkürzung von Schutzdauer im Urheberrecht; Ablehnung von pauschalen Medien- oder Hardwareabgaben und Verbot von DRM-Techniken;
- Reform des Patentrechts, um Innovationen nicht zu behindern; gefordert wird unter anderem eine EU-Studie zu den wirtschaftlichen Auswirkungen des Patentrechts;
- Stärkung der Bürgerrechte durch Transparenz in der Regierungsarbeit, schnelle und faire Gerichtsverfahren, Recht auf freie Meinungsäußerung und Recht auf anonyme Kommunikation auch auf digitalen Kommunikationswegen.

## Öffentliche Wahrnehmung und Kritik
Der Allgemeinheit sind die Piratenparteien wegen ihres Eintretens zur Reform des Urheberrechts, unter anderem zur Legalisierung des Filesharings von Privatkopien bekannt. Die Piratenpartei Deutschland erhielt eine Abmahnung wegen illegaler Uploads von Musik. Positiv gelangten die von Piraten initiierten Organisationen wie die Musikpiraten, die für Kindergärten kostenlos Liederbücher organisierten, für die keine Lizenzgebühren entrichtet werden müssen, in die Wahrnehmung. In Russland wurde die Gründung einer „Piratenpartei“ verweigert, da die Justiz eine solche Bezeichnung als gesetzeswidrig einstufte.

## Geschichte
Die erste Piratenpartei war die schwedische Piratpartiet, die am 1. Januar 2006 unter der Führung von Rickard Falkvinge gegründet wurde. Ihren Namen hatte sie von der Anti-Copyright-Organisation Piratbyrån, die zuvor bereits den BitTorrent-Tracker The Pirate Bay gegründet hatte. Die Musik- und Filmindustrie prägte den Begriff „Piraten“, um damit Personen, die unrechtmäßig Inhalte kopierten, eine besonders negative Konnotation zu verleihen. Die Piraten griffen absichtlich diese Bezeichnung auf, um im öffentlichen Diskurs eine Neubewertung herbeizuführen, den Begriff politisch positiv zu besetzen und als sogenanntes Geusenwort zu benutzen. Piratpartiet (deutsch: die Piratenpartei) prägte die Namen der anderen Piratenparteien, die sich im Anschluss an das schwedische Vorbild in verschiedenen Staaten gründeten. Im deutschsprachigen Raum waren dies kurz darauf die Piratenpartei Österreichs (Juli 2006) und die Piratenpartei Deutschland (September 2006). Im Oktober 2006 wurde die Dachorganisation Pirate Parties International gegründet. Im deutschsprachigen Raum wurde im Juli 2009 schließlich die Piratenpartei Schweiz und im Oktober 2009 in Luxemburg die Piratepartei Lëtzebuerg gegründet.
Den ersten Wahlerfolg einer Piratenpartei erzielte die schwedische Piratpartiet bei der Europawahl 2009; sie erreichte mit 7,1 Prozent zunächst ein Parlamentsmandat. Mit dem Vertrag von Lissabon gewann sie einen Sitz dazu. Im August 2009 wurden von der deutschen Piratenpartei erstmals zwei kommunale Mandate in Aachen und Münster gewonnen. Später folgten bis Anfang 2013 über 200 weitere kommunale Mandate in Deutschland, Österreich, der Schweiz, Tschechien und Spanien. Bei der Wahl zum Abgeordnetenhaus von Berlin 2011 erreichte die Piratenpartei Berlin 8,9 Prozent und zog ins Landesparlament ein. 2012 zog man in die Landtage des Saarlands, Schleswig-Holsteins sowie Nordrhein-Westfalens ein. Im Oktober 2012 wurde mit dem parteilosen Libor Michálek erstmals ein von der tschechischen Piratenpartei nominierter Kandidat in ein nationales Parlament gewählt. Der isländischen Píratar gelang es bei der Althingwahl im April 2013, als erste Piratenpartei in Fraktionsstärke in ein nationales Parlament einzuziehen. Von 2014 bis 2019 war mit Felix Reda ein Pirat sowie von 2019 bis 2024 vier Piraten aus Deutschland und Tschechien im Europaparlament vertreten. Bei der Europawahl 2024 verloren die tschechischen Piraten zwei sowie die deutsche Piratenpartei ein Mandat, sodass nun nur noch ein tschechischer Pirat im Europaparlament ein Mandat hält.
Historisch gehen die von den Piratenparteien vertretenen Positionen teilweise auf Organisationen wie die Electronic Frontier Foundation und den Chaos Computer Club zurück, die eine aus der technikbegeisterten Hacker-Kultur entstandene Hackerethik vertreten. Danach nehmen die Informationsfreiheit und der freie Wissensaustausch einen sehr hohen Stellenwert ein, und Information wird angesichts ihrer immateriellen Qualität nicht mit Besitz oder Eigentum assoziiert. Einen sehr wichtigen historischen Text stellt hier die Unabhängigkeitserklärung des Cyberspace von John Perry Barlow dar.

## Internationale Organisationen

### Pirate Parties International
Die Pirate Parties International (PPI) ist die Dachorganisation der Piratenparteien. Diese Organisation existiert seit 2006 als loser Zusammenschluss der bis dahin existierenden nationalen Parteien. Seit Oktober 2009 hat sie den Status einer Nichtregierungsorganisation (Feitelijke vereniging) mit Sitz in Belgien. Die offizielle Gründung mit der Verabschiedung der Statuten erfolgte auf einer Konferenz vom 16. bis 18. April 2010 in Brüssel durch 22 vertretene nationale Piratenparteien.
Die PP International unterstützt und koordiniert Gründungsplanungen von Piratenparteien weltweit. Außerdem dient sie der internen Kommunikation. Dazu betreibt sie internationale Foren und Mailinglisten. Angeführt wird die PPI von einem Board, Vorsitzender ist Guillaume Saouli, Vize-Vorsitzende Bailey Lamon.

### Piraten ohne Grenzen
Die Piraten ohne Grenzen (engl. Pirates without borders) sind ein internationaler Zusammenschluss von Piraten. Im Gegensatz zur PPI (die nur Parteien als stimmberechtigte Mitglieder sowie Organisationen als beobachtende Mitglieder aufnimmt) können bei den Piraten ohne Grenzen auch Einzelpersonen Mitglied werden. Die POG sieht sich als Basis für internationale Projekte. Durch die globale Zusammenarbeit sollen auf verständliche Weise die Auswirkungen supranationaler Handels- und Wirtschaftsabkommen für alle Menschen dieser Welt aufgezeigt und somit das Bewusstsein über die globale Natur von Menschenrechten gestärkt werden, um in der Gesellschaft mehr Freiheit und Demokratie zu verwirklichen. Die Piraten ohne Grenzen entstanden aus dem Umkreis des als DACHLuke (DACHL = Deutschland-Österreich-Schweiz-Luxemburg) bezeichneten, unabhängigen Komitees für Exekutivaufgaben, der Arbeitsgemeinschaft zur Koordination der deutschsprachigen Piratenparteien.
Seit der PPI Conference 2011 am 12./13. März 2011 sind die Piraten ohne Grenzen „Observer Member“ der Pirate Parties International.
Seit dem 3. Mai 2011 gehört das vorher eigenständige Projekt „Piraten-Streaming“ zu den Piraten ohne Grenzen.

### Europäische Piratenpartei
Im Hinblick auf die Europawahl 2014 wurde die Europäische Piratenpartei (engl. European Pirate Party, auch Europäische Piraten, Abkürzung PPEU) gegründet. Die Organisation bearbeitet die gemeinsamen Inhalte der europäischen Piratenparteien für die Europawahl. Sie strebt die offizielle Anerkennung als Politische Partei auf europäischer Ebene an. Die Partei wurde am 4. September 2013 in Luxemburg gegründet und hat ihren Sitz in Brüssel. Neben Piratenparteien der Europäischen Union gehören auch Piratenparteien aus anderen europäischen Ländern der PPEU an. Spitzenkandidaten für die Europawahl 2014 waren Amelia Andersdotter und Peter Sunde.

### Young Pirates of Europe
Die Jugendorganisationen der europäischen Piratenparteien sind in der Organisation Young Pirates of Europe (YPE). Die YPE wurde am 9. August 2013 in Vingåker (Schweden) gegründet. Vorsitzende ist der ehemalige Junge-Piraten-Vorsitzenden Felix Reda aus Deutschland. Die YPE versteht sich als Jugendorganisation der Europäischen Piratenpartei.

### African Pirate Party
Die African Pirate Party wurde von der Parti Pirate Tunisie und dem tunesischen Thinktank Takriz gegründet. Ihre Aktivitäten sind auf Tunesien, Nigeria, Algerien und Kongo beschränkt.

### Parti Pirate Francophone
In Parti Pirate Francophone sind die französischsprachigen Piratenparteien organisiert. Derzeitige Mitglieder sind die Piratenparteien Belgiens, der Elfenbeinküste, Frankreichs, Kanadas und der Schweiz.

## Nationale Piratenparteien
Derzeit sind weltweit 36 Piratenparteien offiziell registriert, davon sieben eigenständige Parteien auf regionaler Ebene. Dazu existieren Piratenparteien mit unterschiedlichem Organisationsgrad in etwa 20 bis 30 weiteren Ländern. Folgende Piratenparteien haben die Sperrklausel erreicht:
| Mandate von Piratenparteien in nationalen, supra- und subnationalen Parlamenten | Mandate von Piratenparteien in nationalen, supra- und subnationalen Parlamenten |
| ------------------------------------------------------------------------------- | ------------------------------------------------------------------------------- |
| Píratar                                                                         | 6 Althing                                                                       |
| Česká pirátská strana                                                           | 4 Abgeordnetenhaus, 2 Senat, 1 Europaparlament                                  |
| Piratepartei Lëtzebuerg                                                         | 3 Abgeordnetenkammer                                                            |

### Deutschland: Piratenpartei Deutschland (PIRATEN)

Logo der Piratenpartei Deutschland

Die Piratenpartei Deutschland wurde am 10. September 2006 beim Bundeswahlleiter registriert. Seit 2008 nahm sie an verschiedenen Landtagswahlen teil (Landtagswahl in Hessen 2008 und 2009, Bürgerschaftswahl in Hamburg 2008, Landtagswahl in Sachsen 2009, Landtagswahl in Schleswig-Holstein 2009) und konnte zwischen 0,2 und 1,9 % der Stimmen erreichen. Bundesweit trat sie seit 2009 an und erreichte bei der Europawahl in Deutschland 2009 0,9 % und bei der Bundestagswahl 2009 2,0 %. Seit 2010 trat sie bei allen stattgefundenen Landtagswahlen an und erzielte zwischen 1,5 und 8,9 %. Zwischen Juni und dem Ende der 16. Legislaturperiode im Oktober 2009 gehörte mit dem von der SPD übergetretenen Jörg Tauss (seit Mai 2010 nicht mehr Mitglied der Piratenpartei) ein Mitglied der Piratenpartei dem Bundestag an. Die ersten gewählten Mandate erhielt sie bei den Kommunalwahlen in Nordrhein-Westfalen 2009 (jeweils einen Sitz in Münster und Aachen). 2012 hatte die Piratenpartei auf kommunaler Ebene rund 180 Mandate.
Bei der Wahl zum Abgeordnetenhaus Berlin am 18. September 2011 schaffte die Partei erstmals den Einzug in ein Landesparlament. Am 25. März 2012 wurde die Piratenpartei in das zweite Landesparlament (Saarland) mit 7,4 % gewählt.
Die Mitgliederzahl in Deutschland ist zwischen Mai 2009 (kurz vor der Europawahl) und Oktober 2009 (kurz nach der Bundestagswahl) sprunghaft gestiegen und hat sich innerhalb dieser Zeit auf über 10.000 Mitglieder etwa verzehnfacht. Von Anfang September 2009 bis Oktober 2013 war die Piratenpartei die größte der nicht im deutschen Bundestag vertretenen Parteien, bis zum Ausscheiden der FDP aus dem Bundestag. Im Mai 2012 betrug die Mitgliederanzahl der Piratenpartei Deutschland knapp 30.000. Nach einem Höchststand im September 2012 mit knapp 35.000 sank die Zahl kontinuierlich auf unter 27.000 Mitglieder im August 2014, von denen aufgrund fehlender Beitragszahlungen aber nur knapp 10.000 stimmberechtigt waren. Im April 2021 hatte die Partei nur noch rund 3000 stimmberechtigte Mitglieder und rund 6000 insgesamt.
Bei der Landtagswahl im Saarland am 25. März 2012 erlangte die Piratenpartei 7,4 % der Stimmen und damit vier der 51 Sitze des Saarländischen Landtags. Anfang Mai 2012 trat der bis dahin parteilose Bürgermeister der Gemeinde Eixen, André Bonitz, in die Piratenpartei ein. Somit stellte die Piratenpartei erstmals einen Bürgermeister. Am 31. Dezember 2014 verließ Bonitz die Piratenpartei wieder und setzte seine Tätigkeit als parteiloser Bürgermeister fort.
Bei der Landtagswahl in Schleswig-Holstein am 6. Mai 2012 erreichte die Piratenpartei ein Ergebnis von 8,2 % und damit sechs der 69 Sitze im Schleswig-Holsteinischen Landtag. Eine Woche später bekam die Partei bei der Landtagswahl in Nordrhein-Westfalen 7,8 % der Wählerstimmen, womit sie 20 der 237 Abgeordneten im Landtag von Nordrhein-Westfalen stellt.
Bei der Bundestagswahl 2013 konnte die Piratenpartei mit einem Ergebnis von 2,2 % gegenüber 2009 jedoch kaum zulegen und verpasste deutlich den Sprung in den Bundestag. Bei der Europawahl in Deutschland 2014 erreichte die Partei 1,4 % und gewann damit einen Sitz im Europaparlament.
Bei der Wahl zum Abgeordnetenhaus Berlin am 18. September 2016 verfehlte die Partei den Wiedereinzug deutlich mit unter 2 % der Stimmen. Ein Großteil ihrer einstigen Wähler wandte sich anderen Parteien zu, insbesondere der Partei Die Linke (22.000), den Grünen (11.000) sowie der AfD (12.000), oder wanderte ins Lager der Nichtwähler (18.000) ab.
Bei der Bundestagswahl 2017 erreichte die Partei 0,4 %. 2019 errang sie 0,7 % bei den Europawahlen in Deutschland und damit abermals einen Sitz im Europaparlament. Bei der Bundestagswahl 2021 erzielte sie 0,4 %. 2024 erreichte sie bei den Europawahlen in Deutschland 0,5 % und verfehlte damit den erneuten Einzug ins Europäische Parlament.

### Island: Píratar
Die isländische Piratenpartei Píratar wurde am 24. November 2012 gegründet. Sie war von Anfang an im isländischen Parlament Althing vertreten, da die Mitgründerin und erste Parteipräsidentin Birgitta Jónsdóttir diesem bereits angehörte (zuvor als Abgeordnete der „Bürgerbewegung“ und der daraus hervorgegangenen „Bewegung“). Bei der Parlamentswahl in Island 2013 errangen die Píratar 3 Sitze im 63-köpfigen Althing, bei der vorgezogenen Wahl 2016 10 Sitze, bei der ebenfalls vorgezogenen Wahl 2017 noch 6. Der Parteivorsitz rotiert jährlich. 2015 haben die Píratar beschlossen, die Dachorganisation Pirate Parties International zu verlassen.

### Luxemburg: Piratepartei Lëtzebuerg

Logo der Piratepartei Lëtzebuerg

Die Piratenpartei Luxemburgs (Eigenbezeichnung Piratepartei Lëtzebuerg; französisch Parti pirate du Luxembourg) wurde am 4. Oktober 2009 in der Stadt Luxemburg gegründet. Sie setzt sich für Bürgerrechte ein, für einen verbesserten Datenschutz und mehr Privatsphäre für Privatpersonen. Sie fordert mehr Transparenz im Staat, freien Zugang zu Informationen und Bildung. Darüber hinaus fordert sie eine grundlegende Reform des Urheberrechts und Patentwesens und ist gegen jegliche Art von Zensur. Grundlegendes Prinzip ist die Basisdemokratie, die es allen Mitgliedern erlaubt, die Zukunft der Partei aktiv mitzubestimmen. Wie die meisten Parteien in Luxemburg ist die Piratenpartei stark pro-europäisch („Europa ohne Grenzen“).
Der ehemalige Präsident und Mitgründer Sven Clement ist gleichzeitig Mitglied der Piratenpartei Deutschland und der Piratenpartei Schweiz. Gründungsmitglied und langjähriger Vize-Präsident Jerry Weyer fungierte von März 2010 bis Februar 2011 auch als einer der beiden Co-Präsidenten der Pirate Parties International (PPI). Die Co-Sprecher der Partei sind Rebecca Lau und Flor Starsky.
Die Piratepartei trat bei der Kammerwahl 2013 erstmals an. Sie erreichte 2,9 % der Stimmen, verpasste aber ein Mandat. Bei der Kammerwahl 2018 erreichte die Piratepartei zwei Mandate. Bei der Kammerwahl 2023 erreichte die Piratepartei drei Mandate.

### Neuseeland: The Pirate Party of New Zealand (PPNZ)

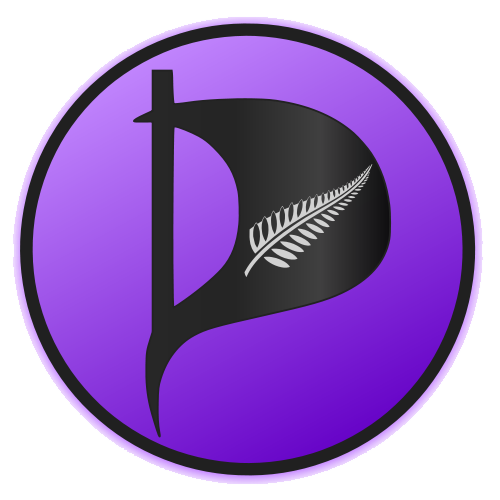
Logo der Pirate Party of New Zealand

Die PPNZ entstand nach Vorbild der schwedischen Piratpartiet 2007. Sie trat am 5. März 2011 erstmals bei den Nachwahlen zum neuseeländischen House of Representatives an. Auf den Kandidaten im Wahlkreis Botany, Hussain Al-Saady, entfielen 0,2 %. Bei den Parlamentswahlen am 26. November 2011 trat sie mit Kandidaten in den Wahlkreisen Hamilton East und Wellington Central an. Für den Wahlkampf erhielt die Partei NZ$ 20.000 Parteienfinanzierung von der zentralen Wahlkommission.

### Niederlande: Piratenpartij
Die niederländische Piratenpartei wurde am 10. März 2010 offiziell als Partei registriert.

### Österreich: Piratenpartei Österreichs (PIRAT)

Logo der Piratenpartei Österreichs

Die Piratenpartei Österreichs (PIRAT) wurde im Juli 2006 von Florian Hufsky gegründet. Am 14. März 2010 nahmen die Piraten in Bregenz erstmal an einer Gemeindewahl teil und erzielten 1,62 % der Wählerstimmen. Das erste Mandat konnte bei der Gemeinderatswahl in Graz 2012 erreicht werden.
Die Piraten haben keinen Bundesvorsitzenden, sondern einen Bundesvorstand, der aus derzeit fünf gleichberechtigten Mitgliedern besteht. Die Piraten verzichten im Interesse der Basisdemokratie bewusst auf einen „Parteichef“, um die Strukturen flach und hierarchiefrei zu halten und statt einer öffentlichen Fokussierung auf das Personal das Programm in den Vordergrund zu stellen.

#### Tirol: Piraten Partei Tirol (PPT)
Ursprünglich als Landesorganisation der Piratenpartei Österreichs gegründet, wurde die Tiroler Piratenpartei im Januar 2011 nach internen Streitigkeiten ausgeschlossen und existierte danach als eigenständige Partei.
Bei der Wahl zum Innsbrucker Gemeinderat im April 2012 fielen 3,8 % der Stimmen auf die Piratenpartei und sie erreichte damit ein Mandat. Erster Gemeinderat der Piratenpartei wurde Alexander Ofer, damals einer der beiden Vorstände der Partei. Im Mai 2012 wurde Ofer aus der Partei ausgeschlossen und aus dem Parteivorstand abgewählt, der Grund dafür war laut dem Parteivorstand dessen autoritärer Führungsstil. Seit dieser Abwahl des damaligen Vorstandes nähern sich die Piratenpartei Österreichs und die PPT wieder aneinander an, die im Innsbrucker Gemeinderat vertretene Partei nennt sich nunmehr Inn Piraten. Am 11. Januar 2019 gab die Piraten Partei Tirol ihre Auflösung bekannt.

### Russland: Piratenpartei Russland (PPRU)
Die Piratenpartei Russlands (russisch Пиратская партия России) ist eine russische Partei, die sich für eine Reform der Urheberrechte und Redefreiheit einsetzt und mit Pawel Rassudow als Parteivorsitzendem 2009 gegründet wurde. Die Piratenpartei konnte sich jedoch aufgrund ihres Namens nicht als Partei registrieren lassen, bezeichnet sich aber inoffiziell als Piratenpartei Russlands. Das Justizministerium sah das Wort Pirat als kriminell an. Lola Woronina, Mitglied der russischen Piratenpartei, war von 2011 bis 2012 Generalsekretärin des internationalen Dachverbands PPI und ist seit April 2012 neben dem deutschen ebenfalls in Russland geborenen Grégory Engels dort Co-Vorsitzende. Im Januar 2013 wurde erneut die Registrierung unter dem Namen „Piratenpartei“ abgelehnt, da laut Justizministerium „der Name der Partei den in der Satzung festgeschriebenen Zielen zuwiderlaufe“.

### Schweden: Piratpartiet
Die schwedische Piratenpartei war die erste Piratenpartei weltweit. Sie wurde am 1. Januar 2006 gegründet und erhielt bei der Reichstagswahl im selben Jahr 0,63 % der Stimmen. Bei der Europawahl in Schweden 2009 gewann die Piratpartiet mit 7,1 % der Stimmen zunächst einen sowie nach der Vergrößerung des Parlaments durch die Ratifizierung des Vertrags von Lissabon noch einen zweiten Sitz im Europaparlament. Dabei wurde die Piratpartiet von zahlreichen Medien fälschlicherweise mit dem BitTorrent-Tracker The Pirate Bay gleichgesetzt. Bei der Reichstagswahl 2010 konnte die Piratpartiet mit 0,65 % der Stimmen leichte Gewinne verzeichnen. 2011, mehr als zwei Jahre nach der Europawahl, konnte die Partei ihren zweiten Sitz im Europäischen Parlament schließlich besetzen. Die nachgerückte Abgeordnete Amelia Andersdotter war mit 24 Jahren die jüngste Abgeordnete des Parlaments. Bei der darauffolgenden Europawahl in Schweden 2014 verlor sie allerdings beide Sitze wieder, da sie nur noch 2,23 % der Stimmen erhielt.

### Schweiz: Piratenpartei Schweiz (PPS)

Logo der Piratenpartei Schweiz

Die Piratenpartei Schweiz (PPS) wurde am 12. Juli 2009 in Zürich gegründet.
Im März 2010 nahm die PPS an den Kommunalwahlen in Winterthur und der Grossratswahl in Bern teil. In Winterthur erzielte sie ein Mandat. Im September 2012 wurde in Eichberg zum ersten Mal ein Pirat zum Gemeindepräsidenten gewählt. Durch den Eintritt des Genfer Parlamentariers Didier Bonny in die Piratenpartei Schweiz am 26. April 2013 sind sie erstmals in einem kantonalen Parlament vertreten.

### Slowakei

#### Slovenská Pirátska Strana
Die Slovenská Pirátska Strana wurde 2011 gegründet und am 23. Dezember 2011 in das Register mimovládnych neziskových organizácií (deutsch: „Register nichtstaatlicher Non-Profit-Organisationen“) eingetragen. Damit zählt die Slovenská Pirátska Strana in der Slowakei nicht als politische Partei. Sie trat erstmals zur Nationalratswahl am 10. März 2012 mit zwei Kandidaten auf der Liste der Obyčajní ľudia a nezávislé osobnost (OĽaNO, „Gewöhnliche Leute und unabhängige Personen“) an. 2010 war die OĽaNO mit vier Abgeordneten auf der Liste der Sloboda a Solidarita in den Nationalrat eingezogen. Bei der Wahl 2012 erreichte die OĽaNO 8,6 % und 16 Sitze. Die beiden Kandidaten aus der Slovenská Pirátska Strana erhielten dabei keinen Platz im Nationalrat der Slowakischen Republik. Im Jahr 2021 kam es zu einer Gesetzesänderung, sodass nur noch politischen Parteien erlaubt ist, das Wort „strana“ (deutsch: „Partei“) im Namen zu tragen. In der Folge wurde die Slovenská Pirátska Strana am 23. Juni 2021 von der Regierungsbehörde aufgelöst.

#### Pirátska strana – Slovensko

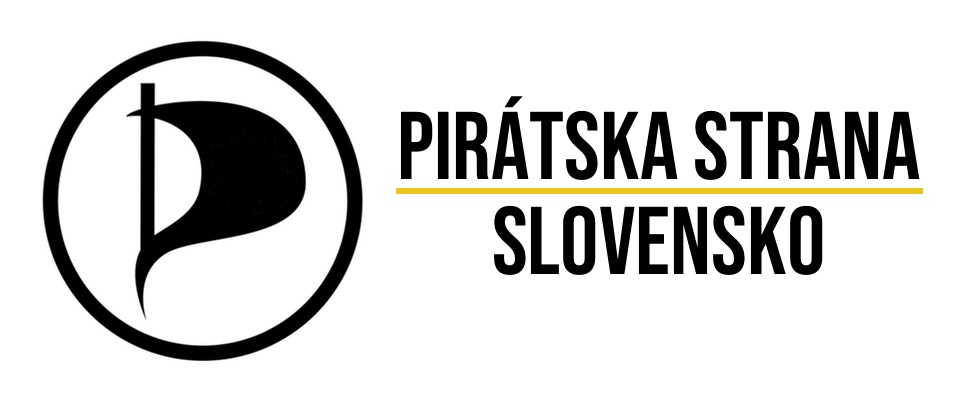
Logo der Pirátska strana – Slovensko

Nachdem bereits eine Gruppe um die Piraten Bratislava, ursprünglich Ortsverband der Wählervereinigung Slovenská pirátska strana, die Partei Korektura – Andrej Hryc bei der Europawahl 2019 unterstützten, übernahmen sie die Partei nach dem Rückzug von Andrej Hryc. Seit dem 22. November 2019 trägt die Partei offiziell den Namen Pirátska strana – Slovensko. Nachdem die Partei bei den Nationalratswahl 2020 nicht antrat, treten sie erstmals bei den vorgezogenen Nationalratswahl 2023 mit einer eigenen Kandidatenliste an.

### Tschechien: Česká pirátská strana

Logo der Česká pirátská strana

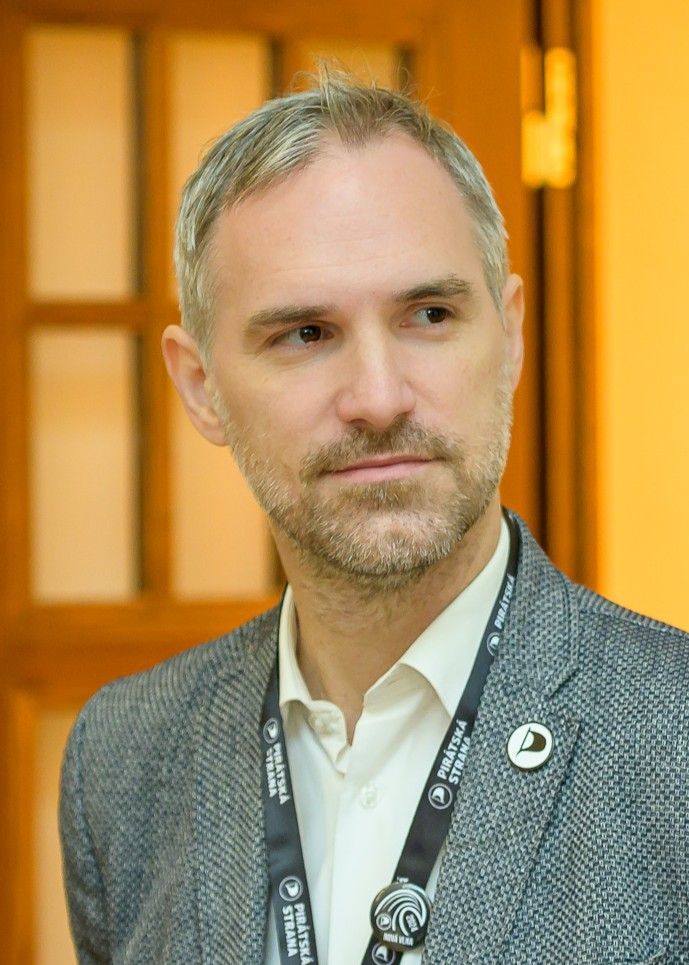
Der Prager Oberbürgermeister Zdeněk Hřib

Die Gründung Česká pirátská strana (ČPS, Kurzbezeichnung: Piráti) wurde Anfang 2009 eingeleitet und wurde am 17. Juni 2009 abgeschlossen. Bei der Parlamentswahl im Mai 2010 erreichte die Partei 0,8 %. Im Oktober 2010 gewann die ČPS erste kommunale Mandate. Bei den Teilwahlen zum tschechischen Senat im Oktober 2012 trat die Partei mit drei Kandidaten ein. Der ČPS-Kandidat im Wahlkreis Prag 2, Libor Michálek, wurde von KDU-ČSL und SZ unterstützt und wurde im zweiten Wahlgang mit 74,4 % in den Senat gewählt. Bei der Abgeordnetenhauswahl 2017 erzielte die Partei 10,79 % Stimmen und zog mit 22 Abgeordneten zum ersten Mal in die Abgeordnetenkammer ein.
Mit Zdeněk Hřib stellte die Piratenpartei in der Hauptstadt Prag von November 2018 bis Februar 2023 den Oberbürgermeister. Seit Februar 2023 ist er Prager Verkehrsstadtrat.

### Tunesien: Parti Pirate
Die Tunesische Piratenpartei (Arabisch: حزب القراصنة التونسي / Ḥizb al-Qarāṣina at-Tūnisī) wurde am 27. September 2010 gegründet. Wenige Monate später während der Revolution in Tunesien 2010/2011 setzte sie sich insbesondere gegen die Internetzensur des gestürzten Präsidenten Zine el-Abidine Ben Ali ein. Slim Amamou, ein der Partei nahestehender Blogger, wurde schließlich Staatssekretär in der Übergangsregierung Tunesiens. Die formale Zulassung wurde der Partei zunächst verweigert, wodurch eine Teilnahme an der Wahl zur Verfassunggebenden Versammlung Tunesiens 2011 nicht möglich war. Am 12. März 2012 wurde sie schließlich registriert. Sie ist somit die erste offizielle Piratenpartei auf dem afrikanischen Kontinent.

### Ungarn: Kalózpárt
Die ungarische Piratenpartei Kalózpárt organisierte sich ursprünglich nicht als Partei, sondern als politische Organisation. Diese arbeitete eng mit der Partei Lehet Más a Politika (LMP) zusammen. Unter anderem war das Kalózpárt-Gründungsmitglied Mária Hajdú Vorstandssprecherin der LMP. Die LMP zog 2010 mit 16 Abgeordneten im ungarische Parlament ein. Die Kalózpárt existierte nur als Arbeitsgruppe in der LMP. 2011 verließen die Mitglieder der Arbeitsgruppe die LMP und gründeten schließlich im April 2012 die Kalózpárt offiziell als Partei.

## Ergebnisse bei Parlaments- und Europawahlen
| Jahr    | Piratenparteien bei nationalen Wahlen | Piratenparteien bei nationalen Wahlen | Piratenparteien bei nationalen Wahlen | Piratenparteien bei nationalen Wahlen | Piratenparteien bei nationalen Wahlen | Piratenparteien bei nationalen Wahlen | Piratenparteien bei nationalen Wahlen | Piratenparteien bei nationalen Wahlen | Piratenparteien bei nationalen Wahlen | Piratenparteien bei nationalen Wahlen | Piratenparteien bei nationalen Wahlen | Piratenparteien bei nationalen Wahlen | Piratenparteien bei nationalen Wahlen | Piratenparteien bei nationalen Wahlen | Piratenparteien bei nationalen Wahlen | Piratenparteien bei nationalen Wahlen | Piratenparteien bei nationalen Wahlen | Piratenparteien bei nationalen Wahlen | Piratenparteien bei nationalen Wahlen | Piratenparteien bei nationalen Wahlen | Piratenparteien bei nationalen Wahlen | Piratenparteien bei nationalen Wahlen |
| Jahr    | AUS                                   | AUT                                   | BEL                                   | CAN                                   | CHE                                   | CZE                                   | DEU                                   | ESP                                   | FIN                                   | FRA                                   | GBR                                   | GRE                                   | HRV                                   | ISL                                   | ISR                                   | LUX                                   | NED                                   | NOR                                   | NZL                                   | SVN                                   | SWE                                   | UKR                                   |
| ------- | ------------------------------------- | ------------------------------------- | ------------------------------------- | ------------------------------------- | ------------------------------------- | ------------------------------------- | ------------------------------------- | ------------------------------------- | ------------------------------------- | ------------------------------------- | ------------------------------------- | ------------------------------------- | ------------------------------------- | ------------------------------------- | ------------------------------------- | ------------------------------------- | ------------------------------------- | ------------------------------------- | ------------------------------------- | ------------------------------------- | ------------------------------------- | ------------------------------------- |
| 2006    |                                       |                                       |                                       |                                       |                                       |                                       |                                       |                                       |                                       |                                       |                                       |                                       |                                       |                                       |                                       |                                       |                                       |                                       |                                       |                                       | 0,6                                   |                                       |
| 2009    |                                       |                                       |                                       |                                       |                                       |                                       | 2,0                                   |                                       |                                       |                                       |                                       |                                       |                                       |                                       |                                       |                                       |                                       |                                       |                                       |                                       |                                       |                                       |
| EU 2009 |                                       |                                       |                                       |                                       |                                       |                                       | 0,9                                   |                                       |                                       |                                       |                                       |                                       |                                       |                                       |                                       |                                       |                                       |                                       |                                       |                                       | 7,1                                   |                                       |
| 2010    |                                       |                                       | 0,3 a                                 |                                       |                                       | 0,8                                   |                                       |                                       |                                       |                                       | 0,4 a                                 |                                       |                                       |                                       |                                       |                                       | 0,1                                   |                                       |                                       |                                       | 0,7                                   |                                       |
| 2011    |                                       |                                       |                                       | 0,02                                  | 0,5                                   |                                       |                                       | 0,5 a                                 | 0,5                                   |                                       |                                       |                                       |                                       |                                       |                                       |                                       |                                       |                                       | 0,6 a                                 |                                       |                                       |                                       |
| 2012    |                                       |                                       |                                       |                                       |                                       | 0,9 b                                 |                                       |                                       |                                       | 0,1                                   |                                       | 0,5 0,2                               |                                       |                                       |                                       |                                       | 0,3                                   |                                       |                                       |                                       |                                       | 9,0 a                                 |
| 2013    | 0,3 b                                 | 0,8                                   |                                       |                                       |                                       | 2,7                                   | 2,2                                   |                                       |                                       |                                       |                                       |                                       | 1,1 d                                 | 5,1                                   | 0,05                                  | 2,9                                   |                                       | 0,3                                   |                                       |                                       |                                       |                                       |
| 2014    |                                       |                                       | 0,3                                   |                                       |                                       | 0,5 b                                 |                                       |                                       |                                       |                                       |                                       |                                       |                                       |                                       |                                       |                                       |                                       |                                       |                                       | 1,3                                   | 0,4                                   |                                       |
| EU 2014 |                                       |                                       |                                       |                                       |                                       | 4,8                                   | 1,4                                   |                                       | 0,7                                   | 0,2                                   |                                       |                                       | 0,4                                   |                                       |                                       | 4,2                                   | 0,8                                   |                                       |                                       | 2,6                                   | 2,2                                   |                                       |
| 2015    |                                       |                                       |                                       | <0,01                                 | 0,4                                   |                                       |                                       |                                       | 0,8                                   |                                       | <0,01                                 |                                       |                                       |                                       | 0,02                                  |                                       |                                       |                                       |                                       |                                       |                                       |                                       |
| 2016    | 0,3 b                                 |                                       |                                       |                                       |                                       | 0,8 b                                 |                                       |                                       |                                       |                                       |                                       |                                       |                                       | 14,5                                  |                                       |                                       |                                       |                                       |                                       |                                       |                                       |                                       |
| 2017    |                                       |                                       |                                       |                                       |                                       | 10,8                                  | 0,4                                   |                                       |                                       | 0,1                                   | <0,01                                 |                                       |                                       | 9,1                                   |                                       |                                       | 0,3                                   | 0,1                                   |                                       |                                       |                                       |                                       |
| 2018    |                                       |                                       |                                       |                                       |                                       | 6,1 b                                 |                                       |                                       |                                       |                                       |                                       |                                       |                                       |                                       |                                       | 6,6                                   |                                       |                                       |                                       | 2,2                                   | 0,1                                   |                                       |
| 2019    | 0,4 b                                 |                                       | 0,1                                   |                                       | 0,3                                   |                                       |                                       |                                       | 0,6                                   |                                       |                                       |                                       |                                       |                                       | 0,02 0,03                             |                                       |                                       |                                       |                                       |                                       |                                       |                                       |
| EU 2019 |                                       |                                       |                                       |                                       |                                       | 14,0                                  | 0,7                                   |                                       | 0,7                                   | 0,1                                   |                                       |                                       |                                       |                                       |                                       | 7,7                                   | 0,2                                   |                                       |                                       |                                       | 0,6                                   |                                       |
| 2020    |                                       |                                       |                                       |                                       |                                       | 6,3 b                                 |                                       |                                       |                                       |                                       |                                       |                                       |                                       |                                       | 0,03                                  |                                       |                                       |                                       |                                       |                                       |                                       |                                       |
| 2021    |                                       |                                       |                                       |                                       |                                       | 15,6 c                                | 0,4                                   |                                       |                                       |                                       |                                       |                                       |                                       | 8,6                                   | 0,03                                  |                                       | 0,2                                   | 0,1                                   |                                       |                                       |                                       |                                       |
| 2022    |                                       |                                       |                                       |                                       |                                       | 2,5 b                                 |                                       |                                       |                                       | 0,1                                   |                                       |                                       |                                       |                                       | 0,04                                  |                                       |                                       |                                       |                                       | 1,6                                   | 0,1                                   |                                       |
| 2023    |                                       |                                       |                                       |                                       | 0,3                                   |                                       |                                       |                                       | 0,1                                   |                                       |                                       |                                       |                                       |                                       |                                       | 6,7                                   | 0,1                                   |                                       |                                       |                                       |                                       |                                       |
| EU 2024 |                                       |                                       |                                       |                                       |                                       |                                       | 0,5                                   |                                       |                                       |                                       |                                       |                                       |                                       |                                       |                                       |                                       |                                       |                                       |                                       |                                       |                                       |                                       |

Fett gedruckt: Mandatsgewinn